# 郑开大道
郑开大道，原名郑汴快速城市通道，是一条连接中华人民共和国河南省省会郑州市和开封市的道路，全长39.11公里，于2006年11月19日正式通车。郑开大道按城市道路标准建设，全程不设收费站，被视作“郑汴一体化”建设的起步性工程。

## 路线
郑开大道西端与金水东路相接，起于东四环，一路向东经过中牟县刘集镇、大孟镇、开封市杏花营镇，先后与 107国道、 225省道和 安新高速相交，最后于开封金明广场连接大梁路西端，全长39.11公里，其中郑州境内30.13公里，开封境内8.98公里。

## 历史
2005年，河南省提出“郑汴一体化”发展战略，意在将开封建成郑州都市圈的重要功能区，实现郑汴两市互补、共同发展。2005年9月12日，时任河南省长李成玉主持召开省长办公会议，研究郑州至开封快速通道的初步建设方案。同年12月6日，郑汴城市快速通道正式开工，经过近一年的建设，于2006年11月19日正式通车，并正式定名为郑开大道。

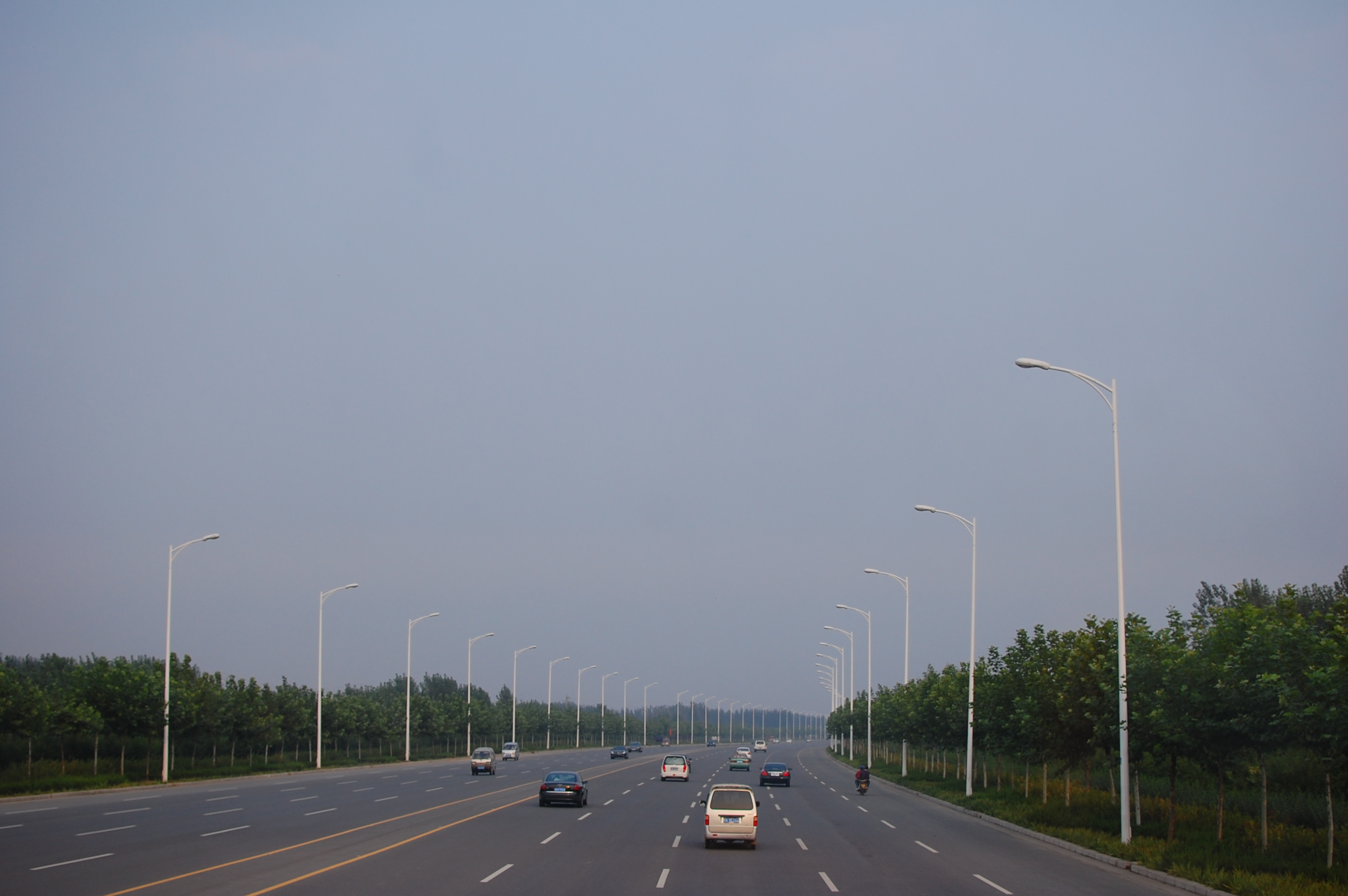
2009年的郑开大道，尚未增设中央绿化带

郑开大道通车后，并没有按快速路标准实现上下分离与快慢分离，沿线村庄与平交路口较多，导致交通事故高发，2013年曾被中央电视台评为十大危险路段之一。因此，2014年1月起，对郑开大道开始实施安全改造，在路中间增设了3米宽的分隔绿化带。

### 夜骑开封
2024年11月起，每逢周末夜间有大批大学生、市民通过借用共享单车骑行，经郑开大道进入开封，导致郑开大道出现拥堵。与此同时，大量共享单车将郑开大道及开封城市路面占用。11月9日，郑州、开封交警发布公告，称为尽快清理相关物品、确保道路通行安全，郑开大道于11月9日16时至11月10日12时禁止非机动车道通行。

## 路况
郑开大道宽100米，以三幅路形式建设，机动车道采用双向10车道。其中第1期规划路基宽度52米，包括机动车道、侧分带花坛及预埋排水、灌溉管网和照明工程低压电缆；第2期规划建设宽度48米，包括非机动车道、人行道、绿化带、城建管网等。

## 沿路主要建筑和地点
- 河南省委党校/河南行政学院
- 河南师范大学新联学院
- 郑州幼儿师范高等专科学校
- 河南财政金融学院象湖校区
- 河南省科技馆新馆
- 象湖生态湿地公园
- 中原文化艺术学院
- 郑州海宁皮革城
- 建业华谊兄弟电影小镇
- 郑州杉杉奥特莱斯购物广场
- 郑东恒大文化旅游城
- 开封自贸大厦
- 开封博物馆
- 开封市民之家
- 开封大宏万达广场
- 开封西湖
- 开封开元名都大酒店
- 金明广场

## 主要交汇道路
道路顺序由西往东排列。
| 交汇类型 | 交汇道路名称              |
| -------- | ------------------------- |
|          | 东四环、金水东路          |
|          | 京港澳高速、 郑州绕城高速 |
|          | 金柳路                    |
|          | 桑林路                    |
|          | 通商路                    |
|          | 芦医庙大街                |
|          | 永顺路                    |
|          | 锦绣路                    |
|          | 高庄路                    |
|          | 前程大道                  |
|          | 泽雨街                    |
|          | 凤栖街                    |
|          | 中山路                    |
|          | 107国道（万三公路）       |
|          | 人文路                    |
|          | 屏华路                    |
|          | 文通路                    |
|          | 文汇路                    |
|          | 紫寰路                    |
|          | 广惠街                    |
|          | 文创路                    |
|          | 225省道（雁鸣大道）       |
|          | 长歌路                    |
|          | 申厚路                    |
|          | 雨舟路                    |
|          | 韩潘路（连接 安新高速）   |
|          | 迎宾大道                  |
|          | 二十三大街                |
|          | 十八大街                  |
|          | 十六大街                  |
|          | 十四大街                  |
|          | 十三大街                  |
|          | 十二大街                  |
|          | 十一大街                  |
|          | 十大街                    |
|          | 九大街                    |
|          | 八大街                    |
|          | 七大街                    |
|          | 六大街                    |
|          | 五大街                    |
|          | 四大街                    |
|          | 三大街                    |
|          | 一大街                    |
|          | 环堤路                    |
|          | 集英街                    |
|          | 金明西街                  |
|          | 金明大道、大梁路          |

## 参看
- 中国郑开国际马拉松赛